# نورما نولان
نورما نولان (بالإسبانية: Norma Nolan)‏ هي عارضة أرجنتينية، ولدت في 22 أبريل 1938 في فينادو تيورتو في الأرجنتين.